# Kiss György (jogász)
Kiss György (Debrecen, 1953. április 27. –) magyar jogtudós, egyetemi tanár, a Magyar Tudományos Akadémia rendes tagja. Kutatási területe a munkajog, ezen belül az alapjogok érvényesülése a munkajogban, az európai munkajog, a kollektív munkajog és a közszolgálati jog. 2014 és 2016 között a Nemzeti Közszolgálati Egyetem Államtudományi és Nemzetközi Tanulmányok Kar dékánja.

## Életpályája
1972-ben kezdte meg egyetemi tanulmányait a Janus Pannonius Tudományegyetem (2000-től Pécsi Tudományegyetem) Állam- és Jogtudományi Karán, ahol 1977-ben szerzett jogi diplomát. Ezt követően az egyetem államigazgatási jogi tanszékén kezdett el oktatni tudományos ösztöndíjasként, majd 1979-ben kapott egyetemi tanársegédi megbízást. 1983-tól adjunktusi, majd 1988-tól docensi beosztásban oktatott. Kezdeti időszakában az egyetem Közgazdaságtudományi Karán is tanított munkajogot. 1993-ban a Munkaügyi Minisztériumhoz került, ahol a jogi főosztály vezetőjeként dolgozott, egyetemi pozícióját megtartva. 1996-ban habilitált, majd 1999-ben kapta meg egyetemi tanári kinevezését, valamint a munkajogi tanszék vezetését is rábízták. A tanszéket 2014-ig vezette. Ekkor nevezték ki az újonnan alakult Nemzeti Közszolgálati Egyetem Államtudományi és Nemzetközi Kar dékánjává, két évvel később az NKE Közigazgatás-tudományi Doktori Iskola vezetője lett. Emellett több alkalommal volt lehetősége külföldön kutatni: 1988–89-ben a Soros Alapítvány, majd 1989–90-ben a német Alexander von Humboldt Stiftung ösztöndíjával kutatott.
1985-ben védte meg az állam- és jogtudományok kandidátusi, 2008-ban akadémiai doktori értekezését. Az MTA Állam- és Jogtudományi Bizottságának, majd 2011-től a Doktori Tanácsnak lett tagja. 2016-ban választották meg a Magyar Tudományos Akadémia levelező, 2022-ben rendes tagjává. Emellett 2005-ben a European Labour Law Network nevű nemzetközi szervezet tagja lett, valamint 2014-ben a Magyar Munkajogi Társaság elnökévé választották. Több mint kétszázharminc tudományos közlemény szerzője vagy szerkesztője, amelyek közül több A munka törvénykönyve kommentárjai és értelmezései. Publikációit magyar és angol nyelven adja közre.

## Díjai, elismerései
- Akadémiai Díj (2013)
- Pro Iure Laboris (2013)

## Főbb publikációi
- A munkajogi konfliktusok alapkérdései és feloldásuk módozatai (1985)
- Kézikönyv a munka törvénykönyve alkalmazásához (Berke Gyulával, 1992)
- A piac és az emberi tényező (1995)
- Az egységes közszolgálat szabályozásának koncepciós problémái (1997)
- Munkajogi kézikönyv (társszerző, 2001)
- Az Európai Unió munkajoga és a magyar munkajog a jogközelítés folyamatában (szerk., 2001)
- Külföldiek foglalkoztatása Magyarországon (társszerk., 2002)
- Bevezetés a munkajogba (társszerző, 2004)
- Munkajog (egyetemi tankönyv, 2. kiad., 2005)
- Válogatás az Európai Bíróság munkajogi ítéleteiből: a munkavállalók jogai (társszerk., 2005)
- A munkajogi jogalkotás eszközei és lehetőségei a foglalkoztatás rugalmasságának alakításában (társszerző, 2007)
- Alapjogok kollíziója a munkajogban (2010)
- A munka törvénykönyve hatása a gazdaság versenyképességére (társszerző, 2010)
- Kommentár a munka törvénykönyvéhez: kommentár a munka törvénykönyvéről szóló 2012. évi I. törvényhez (társszerző, 2. kiad., 2017)
- Közszolgálati életpályák jogi szabályozása (2019)
- Munkajog (egyetemi tankönyv, új kiadás, 2020)